# Barnabás Steinmetz
Barnabás Steinmetz (Budapest, 6 ottobre 1975) è un pallanuotista ungherese, vincitore di due medaglie d'oro ai giochi olimpici di Sydney 2000 e Atene 2004. Con il Ferencvaros ha conquistato una Coppa delle Coppe ed è stato due volte finalista in Coppa LEN. Ha conquistato due scudetti e una Coppa delle Coppe con il Posillipo, oltre a due campionati ungheresi e tre Coppe d'Ungheria tra Vasas e Ferencvaros.